# 에드몽 자베스
에드몽 자베스(Edmond Jabès, 프랑스어: [ʒabɛs]; 1912년 4월 16일 ~ 1991년 1월 2일)는 이집트에서 태어난 프랑스 시인으로 제2차 세계 대전 이후 가장 잘 알려진 문인 중 하나였다. 죽기 전까지 프랑스에서 살았으며 그가 쓴 글들은 프랑스 현대시 역사상 가장 독창적이면서도 깊이 있는 작품으로 인정받는다.

## 생애
1912년 4월 16일 에드몽 자베스는 이집트 카이로에서 이탈리아계 유대인으로 태어나 명문가에서 고전적적인 방식으로 프랑스어 교육을 받으며 자랐다. 제2차 중동 전쟁이 발발하고 5년 뒤 1930년 처음으로 파리를 방문한다. 1935년, 프랑스 시인 막스 자코브를 만났으며, 이후 폴 엘뤼아르와 가까이 지내는 등, 공식적으로 초현실주의 그룹에 속하지는 않았으나 초현실주의 작가들에게 자신의 시적 역량을 인정받았다.
그는 프랑스 문인 앙드레 지드, 앙리 미쇼, 필리프 수포 등과 교분을 맺었고, 1957년 나세르가 정권을 잡은 이집트를 떠나 프랑스로 이주한 뒤, 1967년 프랑스 국적을 취득하였다. 같은 해 몬트리올에서 열리는 세계 박람회에서 장 폴 사르트르, 알베르 카뮈, 클로드 레비스트로스와 함께 네 명의 프랑스 작가 중 하나로 선정되는 영예를 안았다. 프랑스에 정착한 후로 파울 첼란, 미셸 드세르토, 이브 본푸아, 에마뉘엘 레비나스 등 당대의 지성과 교류하였으며, 1972년에는 비평가상을, 1986년에는 레지옹 도뇌르 훈장을, 1987년에는 프랑스 시인상을 수상하였다.
자베스의 초기 시집에서는 초현실주의의 영향을 매우 뚜렷히 볼 수 있다. 또한 프랑스에서 살며 독일어로 글을 쓴 유대인 작가 파울 첼란이 그러하였듯이, 자베스의 언어는 아우슈비츠 이후의 잔인한 현실에 대한 인식을 반영한다. 그는 블랑쇼와 비슷하면서도 다른 방법으로 문학의 한계, 언어의 한계에 도전했다. 이집트에서 태어난 유대인 자베스는 사막, 책, 이방인, 모래, 유대인, 공허, 우물 등을 존재나 언어의 은유로 즐겨 사용했다. 자베스의 사상은 유대인으로서의 경전 독해와 깊은 관련 하에 인간의 본질을 찾는 데 있다. 인간은 본질적으로 유배지의 백성으로, 그런 인간에게 거처는 주어지지 않았다는 것. 그리고 그런 의미에서 "인간은 모두 유대인이다"라고 자베스는 말한다. 자베스는 자크 데리다, 모리스 블랑쇼, 에마뉘엘 레비나스 등과 깊은 교우관계를 맺었으며, 레비나스는 "진정한 시인은 거처가 없다"며 자베스를 높이 평가하였다. 또 유대계 미국 작가인 폴 오스터는 "대부분이 기독교 신자인 이 세상에서 모든 시인은 유대인이다."라는 마리나 츠베타예바의 말을 전거로 들며, "이런 정신이 자베스 작품의 정중앙에 놓여 있는 핵이고 그로부터 모든 것이 흘러나온다. 자베스가 볼 때, 먼저 글쓰기 자체를 문제 삼지 않고서는 대학살에 관한 것은 아무것도 쓸 수가 없다. 언어를 극한까지 밀어붙이려면 작가는 자신을 의심의 유배지, 불확실성의 사막으로 추방시켜야 한다."고 말하기도 하였다.

## 인용
- 문체는 고독이라는 무모함이며, 근심의 밀물과 썰물이다. 고독은 또한 자신의 새로운 기원에 비추어진 어떤 현실의 반영이며, 그 기원에서 우리는 혼잡한 욕망과 의심에 가득 차 영상을 본뜨는 것이다.
- 쓰기란 꿈의 영상으로 기호의 추상적인 현실을 다시 넘기는 일일 테다.
- 사유는 집착 없이 존재한다. 사유는 만남으로 살고 고독으로 죽는다.
- 글은 거울이 아니다. 쓰기란, 미지의 얼굴을 맞닥뜨리는 행위다.
- 신은 신 안에서 인간을 소모한다.
- 가장 긴 선은, 최초에, 가장 짧은 선이었다. 점을 초월하려는 진정되지 않는 욕망 자체였다.
- 어린아이의 얼굴은, 아직 언어로 조각되지 않은, 시간 밖의 얼굴이다. 얼굴의 시간은 그 주름의 시간인 것이다.
- 신의 언어는 부재의 언어다. 무한은 어떠한 담장도, 어떠한 장벽도 허용하지 않는다.

## 저서
- 1959 : 《거처를 짓다》(프랑스어: Je bâtis ma demeure : Poèmes 1943-1957)
- 1963 : 《질문의 책, 제1권》(프랑스어: Le Livre des questions, t. I)
- 1964 : 《유켈의 책》(《질문의 책, 제2권》(프랑스어: Le Livre de Yukel (Le livre des questions, t. II))
- 1965 : 《책으로의 회귀 책》(《질문의 책, 제3권》(프랑스어: Le Retour au livre (Le livre des questions, t. III))
- 1967 : 《야엘》(《질문의 책, 제4권》(프랑스어: Yaël(Le livre des questions, t. IV))
- 1969 : 《엘야》(《질문의 책, 제5권》(프랑스어: Elya (Le livre des questions, t. V))
- 1969 : 《엘리》(《질문의 책, 제6권》(프랑스어: Aely (Le livre des questions, t. VI))
- 1972 : 《엘, 혹은 최후의 책》(《질문의 책, 제7권》(프랑스어: El, ou le dernier livre (Le livre des questions, t. VII))
- 1976 : 《닮음의 책》(프랑스어: Le Livre des ressemblances, t. I)
- 1978 : 《예상 사막》(프랑스어: Le Soupçon le Désert (Le Livre des ressemblances, t. II))
- 1980 : 《지울 수 없는 것 느낄 수 없는 것》(프랑스어: L'Ineffaçable l'Inaperçu (Le Livre des ressemblances, t. III))
- 1980 : 《사막에서 책으로》, 마르셀 코엥과의 대담(프랑스어: Du désert au livre, entretiens avec Marcel Cohen)
- 1981 : 《이야기》(프랑스어: Récit)
- 1982 : 《예상 밖의 전복의 책》(《한정의 책, 제1권》(프랑스어: Le Petit Livre de la subversion hors de soupçon(Le Livre des limites, t. I))
- 1984 : 《대화의 책》(《한정의 책, 제2권》(프랑스어: Le Livre du dialogue(Le Livre des limites, t. II))
- 1985 : 《여정》(《한정의 책, 제3권》(프랑스어: Le Parcours(Le Livre des limites, t. III))
- 1987 : 《나눔의 책》(《한정의 책, 제4권》(프랑스어: Le Livre du Partage(Le Livre des limites, t. IV))
- 1989 : 《팔 아래 작은 책 한 권을 끼고 있는 이방인》(프랑스어: Un étranger avec, sous le bras, un livre de petit format)
- 1990 : 《문턱 모래 : 시전집 1943 - 1988(프랑스어: Le Seuil le Sable : poésies complètes 1943-1988)
- 1991 : 《환대의 책》(프랑스어: Le Seuil le Sable : poésies complètes 1943-1988)
- 1991 : 《비 내리고 태양 비치는 날들을 위한 시편》(프랑스어: Petites Poésies pour jours de pluie et de soleil)
- 1991 : 《시작에 대한 욕구 유일한 끝에 대한 번뇌》(프랑스어: Désir d'un commencement Angoisse d'une seule fin)

## 참고 문헌
- 1967 : 자크 데리다, 《글쓰기와 차이》(프랑스어: L'écriture et la différence)
- 1971 : 모리스 블랑쇼, 《우정》(프랑스어: L'Amitié)
- 1976 : 에마뉘엘 레비나스, 《오늘날의 에드몽 자베스》(프랑스어: "Edmond Jabès aujourd'hui" dans Noms propres)
- 1993 : 폴 오스터, 《굶기의 예술》(영어: "The Art of Hunger)